# Diocesi di Slane
La diocesi di Slane è stata una sede della Chiesa cattolica.

## Territorio
Sede vescovile era l'odierno villaggio di Slane, nella contea irlandese di Meath.

## Storia
La sede monastica di Slane fu fondata da sant'Erc o Eirc nel 513. Sant'Erc fu consacrato vescovo da san Patrizio.
Non è nominata fra le diocesi stabilite dal sinodo di Rathbreasail del 1111, né dal sinodo di Kells del 1152. Fu quindi una delle sedi monastiche che non sopravvissero alla riorganizzazione della Chiesa irlandese del XII secolo. Il suo territorio fu incorporato nella diocesi di Meath.

## Cronotassi dei vescovi
- Sant'Erc (o Eirc) † (513 - 20 novembre 514 deceduto)
- Onchu † (? - 847 deceduto)
- Sodamna † (? - 854 deceduto)
- Niallan † (? - 867 deceduto)
- Maol Breedi † (? - 874 deceduto)